# 30. rujna
30. rujna (30. 9.) 273. je dan godine po gregorijanskom kalendaru (274. u prijestupnoj godini).
Do kraja godine imaju još 92 dana.

## Događaji
- 1791. – U Beču je praizveden singspiel (što je ekvivalent za francuski naziv opera comique) "Čarobna frula"  Wolfganga Amadeusa Mozarta.
- 1818. – u Aachenu je započeo Aachenski kongres između država Svete Alijanse.
- 1938. – Münchenskim sporazumom šefovi vlada Velike Britanije, Francuske i Italije suglasili su se sa zahtjevima Adolfa Hitlera za aneksiju sudetskog područja, misleći kako će spriječiti veliki europski rat. Pod pritiskom svih europskih sila češka je vlada bila prisiljena pristati na aneksiju.
- 1954. – Propalo je osnivanje Europske obrambene zajednice jer je francuska vlada odbila podrediti svoju vojsku europskoj vrhovnoj komandi.
- 1966. – Britanski protektorat Bečuana postao je nezavisan kao Republika Bocvana. Ta se zemlja ubraja među najveće proizvođače dijamanata na svijetu.
- 1991. – Albanci s Kosova referendumom su se odlučili za suverenu i nezavisnu državu Kosovo.[1]

| - 1227. – Nikola IV., papa († 1292.) - 1881. – Franjo Jarmek, hrvatski pjesnik († 1921.) - 1921. – Deborah Kerr, škotsko-američka glumica († 2007.) - 1924. – Truman Capote, američki književnik († 1984.) - 1930. – Ivan Aralica, hrvatski književnik - 1933. – Josip Turčinović, hrvatski katolički svećenik († 1990.) - 1944. – Jasna Malec Utrobičić, hrvatska glumica - 1950. – Laura Esquivel, meksička književnica - 1962. – Frank Rijkaard, nizozemski nogometaš i trener - 1964. – Monica Bellucci, talijanska filmska glumica, model i seks simbol - 1970. – Dragan Mićanović, srpski glumac - 1979. – Krešimir Sučević Međeral, hrvatski jezikoslovac i kvizoman - 1980. – Martina Hingis, švicarska tenisačica - 1997. – Jana Kudrjavceva, ruska ritmička gimnastičarka - 1997. – Max Verstappen, nizozemski vozač Formule 1 | - 420. – Sveti Jeronim, katolički svetac (* oko 347.) - 1897. – Sveta Mala Terezija, katolička svetica (* 1873.) - 1955. – James Dean, američki glumac (* 1931.) - 1989. – Oskar Davičo, srpski književnik (* 1909.) - 1996. – Danka Jurčević, hrvatska redovnica, mučenica (* 1950.) - 2005. – Mirko Sabolović, hrvatski romanopisac, književnik i scenarist (* 1935.) - 2007. – Milan Jelić, predsjednik Republike Srpske - 2010. – Dušan Benčić, hrvatski geodet (* 1921.) - 2012. – Boris Šprem, predsjednik Hrvatskog sabora |

## Blagdani i spomendani
- Dan blasfemije
- Dan grada Skradina
- Sveta Sofija Milanska